# Longuesse
Longuesse ist eine Gemeinde mit 505 Einwohnern (Stand: 1. Januar 2022) im Département Val-d’Oise in Frankreich. Die Gemeinde gehört zum Arrondissement Pontoise und zum Kanton Vauréal (bis 2015: Kanton Vigny). Die Bewohner nennen sich Longuessois(es).

## Geographie
Longuesse liegt an der Aubette, etwa 35 Kilometer nordwestlich vom Pariser Stadtzentrum entfernt. Das Gemeindegebiet gehört zum Regionalen Naturpark Vexin français. Umgeben wird Longuesse von den Nachbargemeinden Vigny im Norden, Ableiges im Nordosten, Sagy im Osten, Condécourt im Süden, Gaillon-sur-Montcient im Südwesten, Seraincourt im Westen und Südwesten sowie Théméricourt im Nordwesten.

## Bevölkerungsentwicklung
| Jahr                      | 1962 | 1968 | 1975 | 1982 | 1990 | 1999 | 2006 | 2013 |
| ------------------------- | ---- | ---- | ---- | ---- | ---- | ---- | ---- | ---- |
| Einwohner                 | 227  | 246  | 304  | 310  | 425  | 511  | 527  | 531  |
| Quelle: Cassini und INSEE |      |      |      |      |      |      |      |      |

## Sehenswürdigkeiten
Siehe auch: Liste der Monuments historiques in Longuesse
- Kirche Saint-Gildard, seit 1910 Monument historique
- Herrenhaus an der Grande Rue
- Waschhäuser

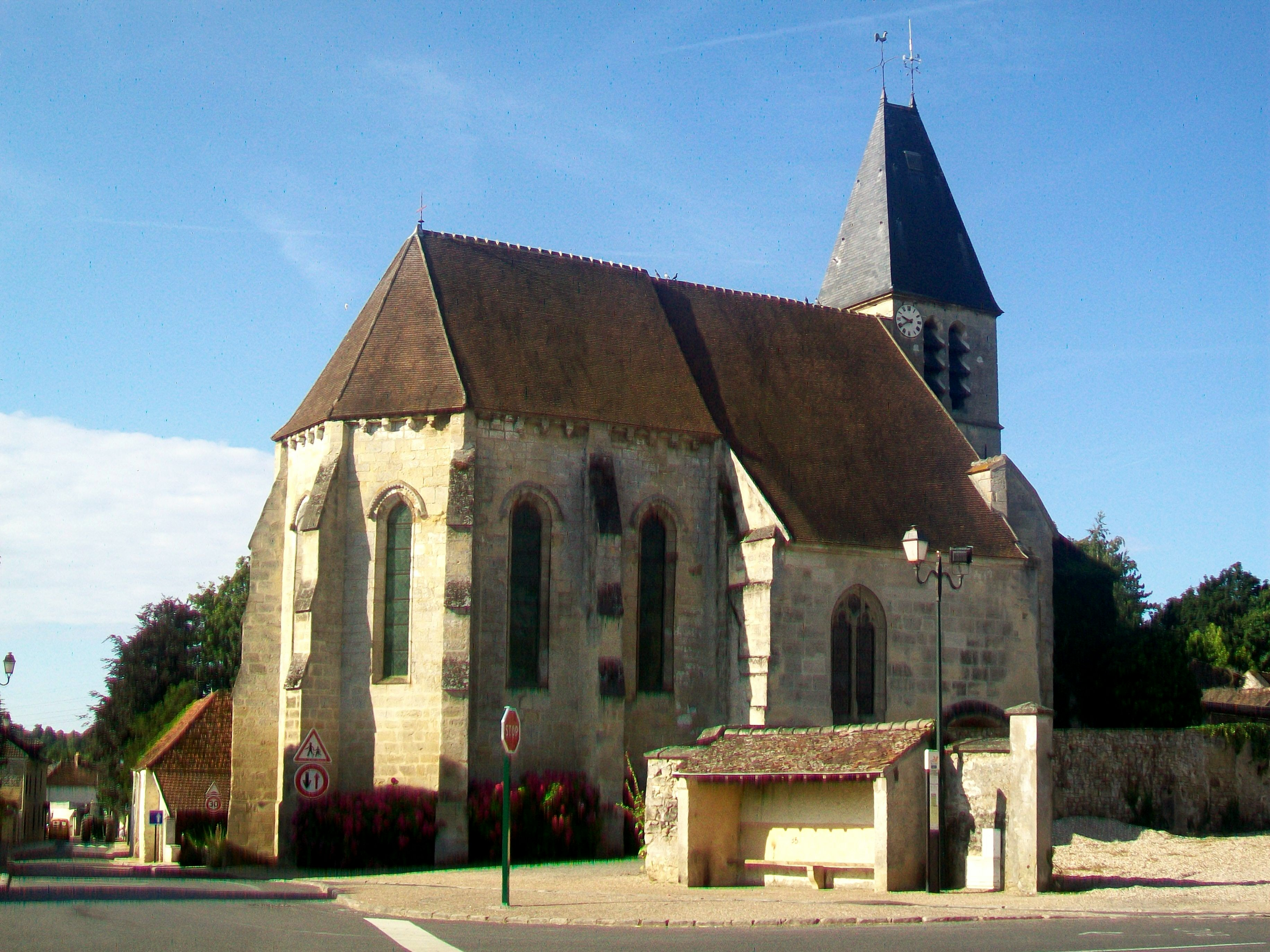
Kirche Saint-Gildard
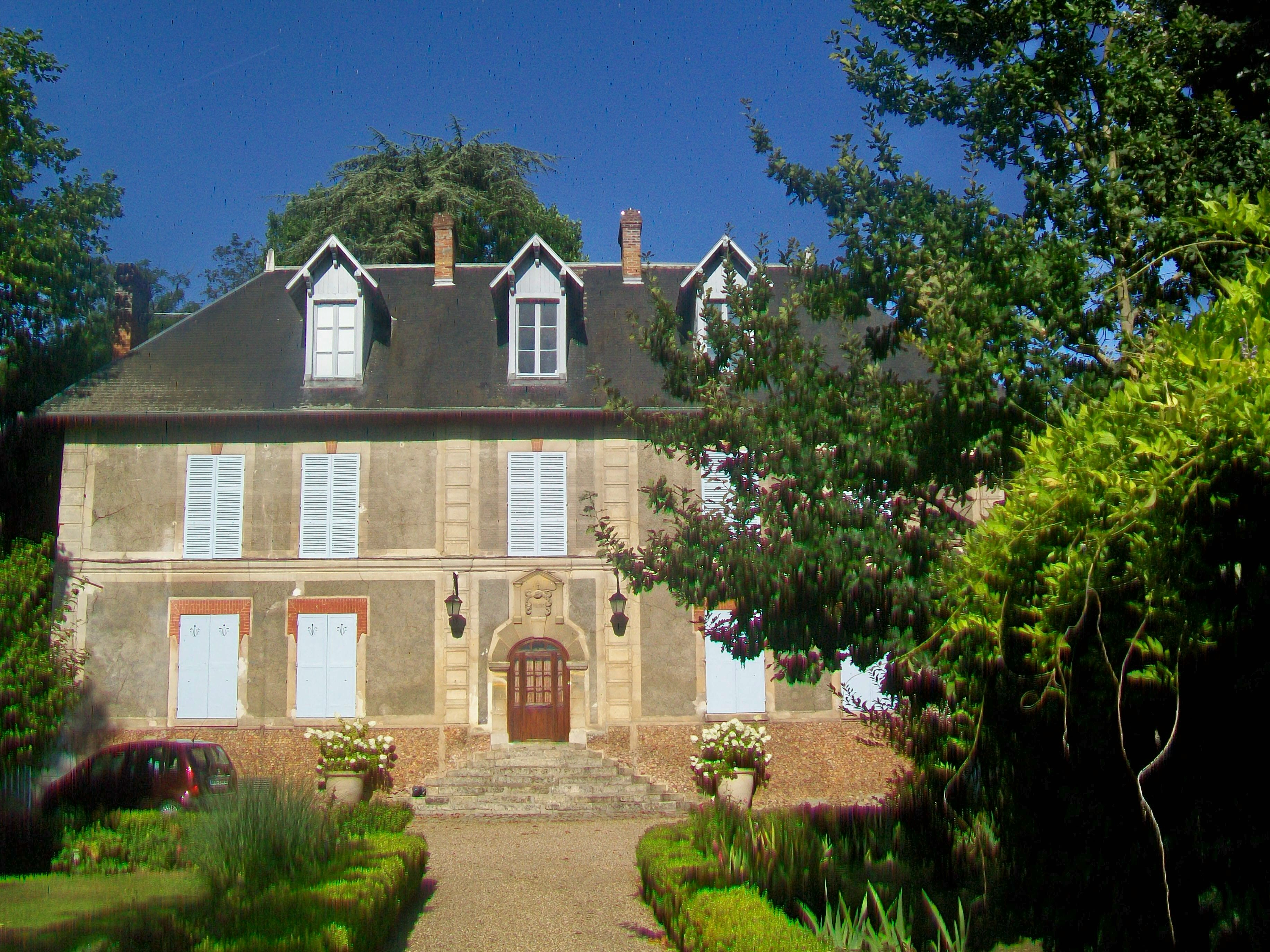
Herrenhaus an der Grande Rue
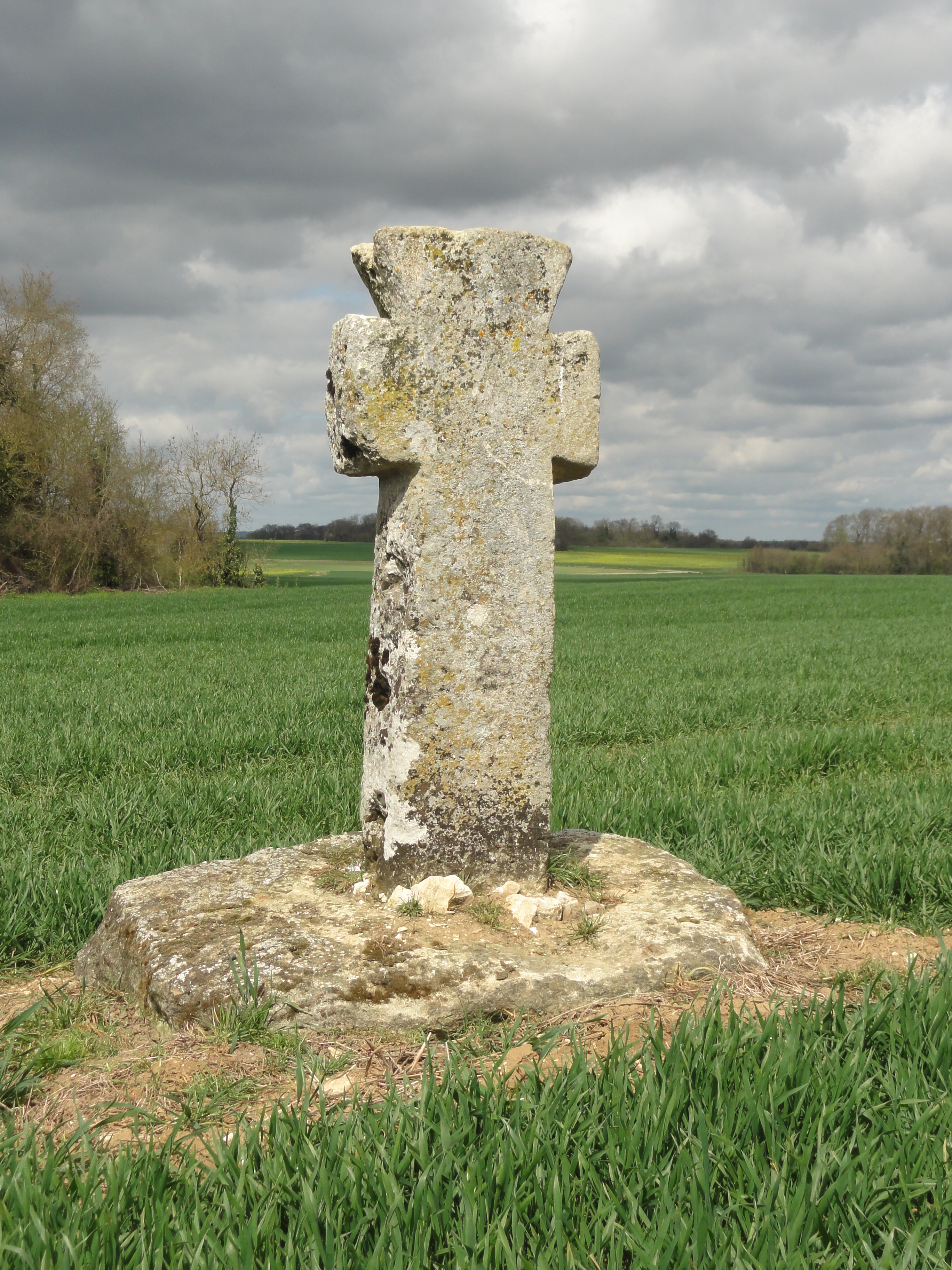
Orleans-Kreuz
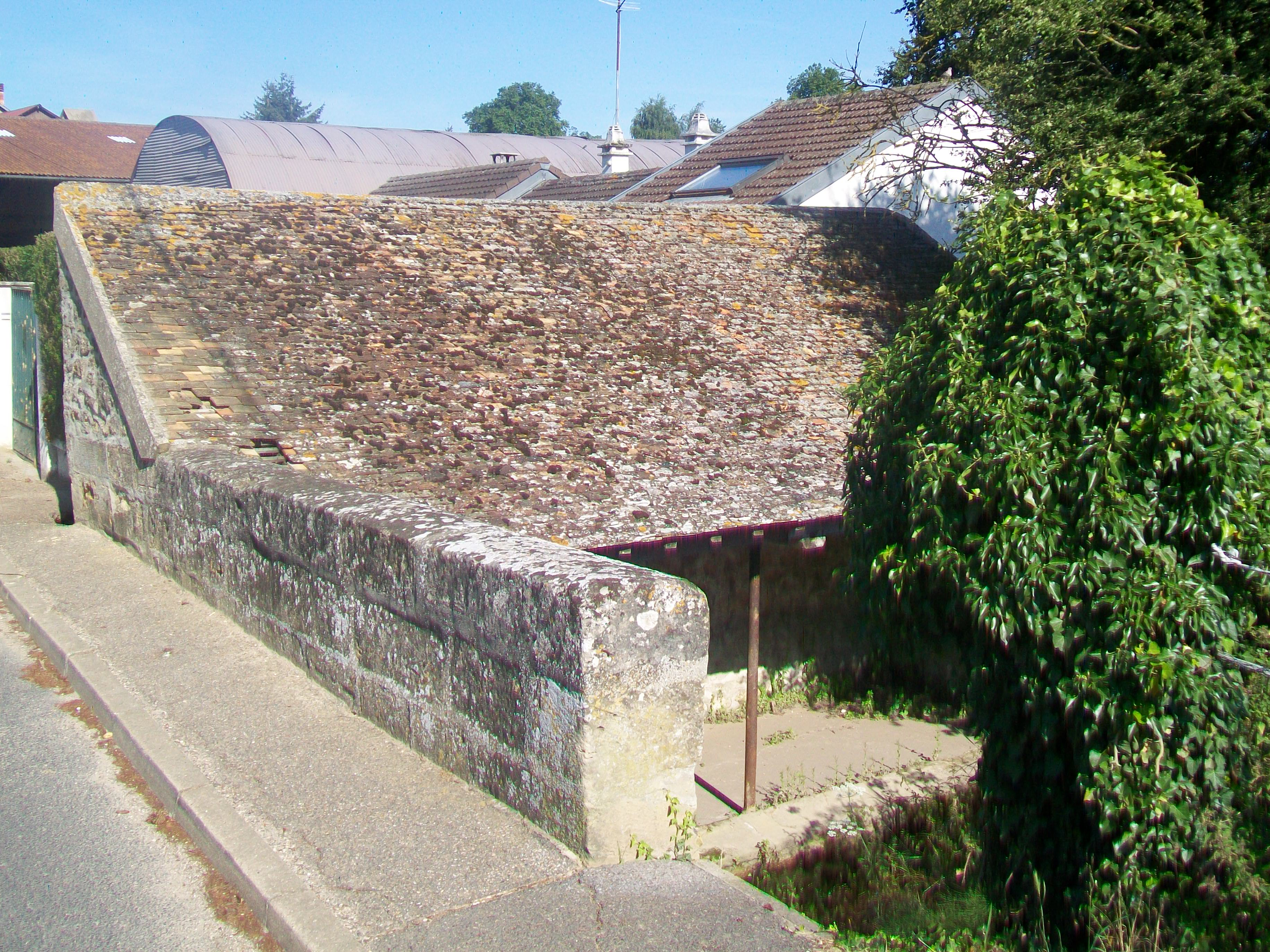
Waschhaus  an der Aubette